# Resolució 1734 del Consell de Seguretat de les Nacions Unides
La Resolució 1734 del Consell de Seguretat de les Nacions Unides fou adoptada per unanimitat el 22 de desembre de 2006. Després de recordar totes les resolucions anteriors sobre la situació a Sierra Leone, incloses les resolucions 1620 (2005) i 1688 (2006), el Consell de Qeguretatva renovar el mandat de l'Oficina Integral de les Nacions Unides a Sierra Leone (UNIOSIL) fins al 31 de desembre de 2007.

## Resolució

### Observacions
Al preàmbul de la Resolució 1734, el Consell va retre homenatge a UNIOSIL per la seva contribució a Sierra Leone després del conflicte. El secretari general de les Nacions Unides, Kofi Annan i el president, Ahmad Tejan Kabbah, havien recomanat que el mandat de la missió s'estengués fins a la fi de l'any 2007, de manera que es poguessin realitzar els preparatius per a les eleccions generals de 2007. Els membres del Consell van considerar que les eleccions van ser una «fita important» en la història del país.
Mentrestant, la resolució va donar la benvinguda als progressos realitzats en la reforma de l'exèrcit i la policia de Sierra Leone, i també va acollir favorablement el treball del Tribunal Especial per a Sierra Leone. Es va instar els Estats de la Unió del Riu Mano a continuar el diàleg per construir la pau i la seguretat a la regió.

### Actes
La resolució va ampliar el mandat de la UNIOSIL fins al final de desembre de 2007, amb un increment temporal de 15 observadors militars i militars addicionals de l'1 de gener al 31 d'octubre de 2007 per tal de proporcionar suport electoral.
Es va demanar a tots els partits de Sierra Leone que s'aturessin el procés democràtic. El govern de Sierra Leone, UNIOSIL i altres van ser convocats a fer més per promoure la bona governança, incloent mesures per afrontar la corrupció, millorar la rendició de comptes, enfortir el sector privat i promoure els drets humans. Es va recordar al govern la seva responsabilitat de promoure la consolidació de la pau, la seguretat i el desenvolupament per continuar la cooperació amb la Comissió de Consolidació de la Pau, donar suport a les institucions electorals i aplicar les recomanacions de la Comissió de la Veritat i la Reconciliació. Finalment, es va exigir al Secretari General que informés periòdicament al Consell sobre l'evolució de Sierra Leone.